# Lisa Nowak
Lisa Marie Nowak z d. Caputo (ur. 10 maja 1963 w Waszyngtonie) – inżynier, komandor US Navy, amerykańska astronautka.

## Wykształcenie oraz służba wojskowa
- 1981 – ukończyła szkołę średnią (C. W. Woodward High School) w Rockville w stanie Maryland.
- 1985 – została absolwentką Akademii Morskiej Stanów Zjednoczonych (United States Naval Academy) w Annapolis w Maryland, otrzymując licencjat z aeronautyki. Po zakończeniu nauki podjęła czynną służbę wojskową. Przez sześć miesięcy służyła w Centrum Lotów Kosmicznych imienia Lyndona B. Johnsona, a później zgłosiła się do szkoły pilotażu.
- Czerwiec 1987 – została pilotem lotnictwa morskiego. Następnie przeszła szkolenie w Electronic Warfare School (walka radioelektroniczna) w bazie marynarki Corry Stadion na Florydzie i rozpoczęła kurs przygotowawczy dla pilotów A-7 w bazie Lemoore w Kalifornii.
- 1987–1990 – pełniła służbę w 34 Eskadrze Wojny Elektronicznej (Electronic Warfare Aggressor Squadron 34) w Point Mugu w Kalifornii, gdzie latała na samolotach EA-7L i ERA-3B wykonując zadania związane z zagłuszaniem elektroniki i systemów naprowadzania pocisków. Uzyskała kwalifikacje oficera operacyjnego i dowódcy misji.
- 1992 – po zakończeniu nauki w Podyplomowej Szkole Marynarki Wojennej (U.S. Naval Postgraduate School) w Monterey w Kalifornii, otrzymała tytuł magistra inżynierii lotniczej i kosmicznej i rozpoczęła służbę w dyrektoriacie projektowania systemów (Systems Engineering Test Directorate) w Patuxent River w Maryland.
- 1993 – w czerwcu zakończyła roczne szkolenie w Szkole Pilotów Doświadczalnych Marynarki Wojennej (U.S. Naval Test Pilot School). Później w Patuxent River została kierownikiem grupy projektowej w doświadczalnej eskadrze lotnictwa uderzeniowego (Strike Aircraft Test Squadron) oraz w wydziale badawczo-rozwojowym powietrznych środków bojowych (Air Combat Environment Test and Evaluation Facility). Latała na samolotach F/A-18 i EA-6B.
- 1993–1996 – do momentu przyjęcia do korpusu astronautów pełniła służbę w Dowództwie Sił Powietrznych Marynarki (Naval Air Systems Command).

Wylatała ponad 1500 godzin na przeszło 30 typach samolotów.

## Praca w NASA i kariera astronauty
- 1 maja 1996 – została przyjęta do korpusu amerykańskich astronautów (NASA-16) jako specjalista misji. Do grupy zakwalifikowano 35 osób.
- 1998 – zakończyła dwuletnie przeszkolenie podstawowe, po którym otrzymała przydział do wydziału planowania (Operations Planning Branch) w Biurze Astronautów NASA.
- Grudzień 2002 – została włączona do składu załogi misji STS-118. Start miał się odbyć 13 listopada 2003. Po katastrofie promu  Columbia plan lotów został jednak gruntownie zmieniony a misję przesuwano wielokrotnie, ostatecznie na rok 2006.
- Listopad 2004 – została mianowana specjalistą misji w załodze STS-121. Pracowała wówczas w wydziale zajmującym się utrzymywaniem łączności z załogami przebywającymi w kosmosie (Capcom Branch).
- 4–17 lipca 2006 – uczestniczyła w misji STS-121 na pokładzie wahadłowca Discovery.
- 8 marca 2007 – została zwolniona z NASA.

### Próba porwania Colleen Shipman
Jej kariera uległa załamaniu po tym jak postawiono jej zarzuty usiłowania porwania Colleen Shipman, inżynier z florydzkiej Patrick Air Force Base. W lutym 2007 na lotnisku w Orlando astronautka zaatakowała Shipman gazem pieprzowym i usiłowała ją porwać. Przyczyną ataku były sprawy sercowe. Nowak zakochała się w astronaucie, komandorze Billu Oefeleinie, który romansował z Shipman.

## Odznaczenia
- Medal Pochwalny Marynarki Wojennej
- Medal za Osiągnięcie Marynarki Wojennej
- Universal Astronaut Insignia za lot orbitalny (nr 442) – Stowarzyszenie Uczestników Lotów Kosmicznych (Association of Space Explorers(inne języki))[1]

## Dane lotu
| Lot kosmiczny, w którym uczestniczyła Lisa M. Nowak                      | Lot kosmiczny, w którym uczestniczyła Lisa M. Nowak | Lot kosmiczny, w którym uczestniczyła Lisa M. Nowak | Lot kosmiczny, w którym uczestniczyła Lisa M. Nowak | Lot kosmiczny, w którym uczestniczyła Lisa M. Nowak | Lot kosmiczny, w którym uczestniczyła Lisa M. Nowak | Lot kosmiczny, w którym uczestniczyła Lisa M. Nowak |
| Data startu                                                              | Statek kosmiczny                                    | Data lądowania                                      | Statek kosmiczny                                    | Funkcja                                             | Czas trwania                                        |                                                     |
| ------------------------------------------------------------------------ | --------------------------------------------------- | --------------------------------------------------- | --------------------------------------------------- | --------------------------------------------------- | --------------------------------------------------- | --------------------------------------------------- |
| 4 lipca 2006                                                             | STS-121 Discovery F-32                              | 17 lipca 2006                                       | STS-121 Discovery F-32                              | Specjalista misji (MS-2)                            | 12 dni 18 godzin 36 minut i 48 sekund               |                                                     |
| Łączny czas spędzony w kosmosie – 12 dni 18 godzin 36 minut i 48 sekund. |                                                     |                                                     |                                                     |                                                     |                                                     |                                                     |